# Coupe UEFA 1980-1981
Navigation
Édition précédente Édition suivante
La Coupe UEFA 1980-1981 est la dixième édition de la Coupe de l'UEFA, qui oppose les meilleurs clubs européens qualifiés grâce aux résultats de leur championnat national. Cette édition voit les Anglais d'Ipswich Town s'imposer en finale contre le club néerlandais de l'AZ Alkmaar, pour ce qui est à ce jour la seule finale européenne pour les deux formations et donc le premier titre continental pour Ipswich.
C'est l'attaquant écossais d'Ipswich, John Wark, qui reçoit le titre honorifique de meilleur buteur de la compétition, avec un total record de quatorze buts.
Cette édition est la première à utiliser le coefficient UEFA pour déterminer le nombre de clubs engagés par pays. Il y a donc de nombreux changements entre l'édition précédente et celle-ci : 
- La Belgique et les Pays-Bas passent de 2 à 4 clubs qualifiés
- La RDA, la Yougoslavie et l'URSS passent de 2 à 3 clubs qualifiés
- L'Italie passe à l'inverse de 4 à 2 clubs qualifiés
- L'Angleterre passe de 4 à 3 clubs engagés
- La Tchécoslovaquie passe de 3 à 2 clubs engagés
- Le Danemark, la Norvège et la Turquie passent de 2 à 1 club engagé

Comme depuis huit saisons, il n'y a pas d'équipe albanaise lors de cette édition. À l'inverse, l'Eintracht Francfort, tenant du titre et non-qualifié grâce à son classement en championnat de RFA, est également invité à participer, ce qui porte à cinq le nombre de formations ouest-allemandes.

## Trente-deuxièmes de finale
| Équipe 1                | Résultat | Équipe 2                | Aller | Retour   |
| ----------------------- | -------- | ----------------------- | ----- | -------- |
| FC Zbrojovka Brno       | 5 - 1    | SK VÖEST Linz           | 3 - 1 | 2 - 0    |
| 1. FC Kaiserslautern    | 3e - 3   | RSC Anderlecht          | 1 - 0 | 2 - 3    |
| 1. FC Magdebourg        | 5 - 3    | Moss FK                 | 2 - 1 | 3 - 2    |
| AZ Alkmaar              | 10 - 0   | Red Boys Differdange    | 6 - 0 | 4 - 0    |
| Ballymena United        | 2 - 4    | FC Viktoria Francfort   | 2 - 1 | 0 - 3    |
| SG Dynamo Dresde        | 2 - 0    | FK Napredak Kruševac    | 1 - 0 | 1 - 0    |
| FC Argeş Pitesti        | 0 - 2    | FC Utrecht              | 0 - 0 | 0 - 2    |
| Bohemians 1905          | 4 - 3    | Real Sporting de Gijón  | 3 - 1 | 1 - 2    |
| Dynamo Kiev             | 1 - 1e   | PFK Levski Sofia        | 1 - 1 | 0 - 0    |
| Chakhtar Donetsk        | 1 - 3    | Eintracht FrancfortT    | 1 - 0 | 0 - 3    |
| FC Sochaux              | 3 - 2    | Servette FC             | 2 - 0 | 1 - 2    |
| FC Twente               | 5 - 3    | IFK Göteborg            | 5 - 1 | 0 - 2    |
| Fenerbahçe              | 1 - 3    | PFK Beroe Stara Zagora  | 0 - 1 | 1 - 2    |
| FC Porto                | 1 - 0    | Dundalk FC              | 1 - 0 | 0 - 0    |
| Grasshopper Club Zurich | 8 - 3    | KB Copenhague           | 3 - 1 | 5 - 2    |
| Hambourg SV             | 7 - 5    | FK Sarajevo             | 4 - 2 | 3 - 3    |
| IF Elfsborg             | 1 - 2    | Saint Mirren FC         | 1 - 2 | 0 - 0    |
| Ipswich Town            | 6 - 4    | Aris FC                 | 5 - 1 | 1 - 3    |
| ÍA Akranes              | 0 - 10   | 1. FC Cologne           | 0 - 4 | 0 - 6    |
| Juventus Turin          | 6 - 4    | Panathinaïkos           | 4 - 0 | 2 - 4    |
| KSC Lokeren             | 2 - 1    | FK Dynamo Moscou        | 1 - 1 | 1 - 0    |
| Kuopion Palloseura      | 0 - 14   | AS Saint-Étienne        | 0 - 7 | 0 - 7    |
| Linzer ASK              | 2 - 6    | FK Radnički Niš         | 1 - 2 | 1 - 4    |
| Manchester United       | 1 - 1e   | Widzew Łódź             | 1 - 1 | 0 - 0    |
| PSV Eindhoven           | 3 - 2    | Wolverhampton Wanderers | 3 - 1 | 0 - 1    |
| RWD Molenbeek           | 3 - 4    | Torino FC               | 1 - 2 | 2 - 2 ap |
| Śląsk Wrocław           | 2 - 7    | Dundee United           | 0 - 0 | 2 - 7    |
| Sliema Wanderers        | 0 - 3    | FC Barcelone            | 0 - 2 | 0 - 1    |
| Standard de Liège       | 3 - 2    | Steaua Bucarest         | 1 - 1 | 2 - 1    |
| Újpest FC               | 1 - 2    | Real Sociedad           | 1 - 1 | 0 - 1    |
| Vasas SC                | 1 - 2    | Boavista FC             | 0 - 2 | 1 - 0    |
| VfB Stuttgart           | 10 - 1   | Pezoporikos Larnaca     | 6 - 0 | 4 - 1    |

## Seizièmes de finale
| Équipe 1               | Résultat       | Équipe 2                | Aller | Retour   |
| ---------------------- | -------------- | ----------------------- | ----- | -------- |
| FC Zbrojovka Brno      | 2 - 3          | Real Sociedad           | 1 - 1 | 1 - 2    |
| 1. FC Kaiserslautern   | 2 - 4          | Standard de Liège       | 1 - 2 | 1 - 2    |
| 1. FC Cologne          | 4 - 1          | FC Barcelone            | 0 - 1 | 4 - 0    |
| Dundee United          | 1 - 1e         | KSC Lokeren             | 1 - 1 | 0 - 0    |
| FC Utrecht             | 3 - 4          | Eintracht FrancfortT    | 2 - 1 | 1 - 3    |
| FC Sochaux             | 3 - 2          | Boavista FC             | 2 - 2 | 1 - 0    |
| FC Twente              | 1 - 1e         | SG Dynamo Dresde        | 1 - 1 | 0 - 0    |
| FC Porto               | 2 - 3          | Grasshopper Club Zurich | 2 - 0 | 0 - 3 ap |
| Ipswich Town           | 3 - 2          | Bohemians 1905          | 3 - 0 | 0 - 2    |
| PFK Beroe Stara Zagora | 1 - 3          | FK Radnički Niš         | 0 - 1 | 1 - 2    |
| PFK Levski Sofia       | 1 - 6          | AZ Alkmaar              | 1 - 1 | 0 - 5    |
| PSV Eindhoven          | 2 - 3          | Hambourg SV             | 1 - 1 | 1 - 2    |
| Saint Mirren FC        | 0 - 2          | AS Saint-Étienne        | 0 - 0 | 0 - 2    |
| Torino FC              | 3 - 2          | 1. FC Magdebourg        | 3 - 1 | 0 - 1    |
| VfB Stuttgart          | 7 - 2          | FC Viktoria Francfort   | 5 - 1 | 2 - 1    |
| Widzew Łódź            | 4 - 4 (4-1tab) | Juventus Turin          | 3 - 1 | 1 - 3 ap |

## Huitièmes de finale
| Équipe 1                | Résultat       | Équipe 2         | Aller | Retour   |
| ----------------------- | -------------- | ---------------- | ----- | -------- |
| Eintracht FrancfortT    | 4 - 4e         | FC Sochaux       | 4 - 2 | 0 - 2    |
| Grasshopper Club Zurich | 3 - 3 (4-3tab) | Torino FC        | 2 - 1 | 1 - 2 ap |
| Hambourg SV             | 0 - 6          | AS Saint-Étienne | 0 - 5 | 0 - 1    |
| Ipswich Town            | 5 - 1          | Widzew Łódź      | 5 - 0 | 0 - 1    |
| KSC Lokeren             | 3 - 2          | Real Sociedad    | 1 - 0 | 2 - 2    |
| FK Radnički Niš         | 2 - 7          | AZ Alkmaar       | 2 - 2 | 0 - 5    |
| Standard de Liège       | 5 - 2          | SG Dynamo Dresde | 1 - 1 | 4 - 1    |
| VfB Stuttgart           | 4 - 5          | 1. FC Cologne    | 3 - 1 | 1 - 4 ap |

## Quarts de finale
| Équipe 1                | Résultat | Équipe 2      | Aller | Retour |
| ----------------------- | -------- | ------------- | ----- | ------ |
| AS Saint-Étienne        | 2 - 7    | Ipswich Town  | 1 - 4 | 1 - 3  |
| AZ Alkmaar              | 2 - 1    | KSC Lokeren   | 2 - 0 | 0 - 1  |
| Grasshopper Club Zurich | 1 - 2    | FC Sochaux    | 0 - 0 | 1 - 2  |
| Standard de Liège       | 2 - 3    | 1. FC Cologne | 0 - 0 | 2 - 3  |

## Demi-finales
| Équipe 1     | Résultat | Équipe 2      | Aller | Retour |
| ------------ | -------- | ------------- | ----- | ------ |
| FC Sochaux   | 3 - 4    | AZ Alkmaar    | 1 - 1 | 2 - 3  |
| Ipswich Town | 2 - 0    | 1. FC Cologne | 1 - 0 | 1 - 0  |

## Finale
| Équipe 1     | Résultat | Équipe 2   | Aller | Retour |
| ------------ | -------- | ---------- | ----- | ------ |
| Ipswich Town | 5 - 4    | AZ Alkmaar | 3 - 0 | 2 - 4  |